# Mikel Losada
Mikel Losada García (Ermua, Vizcaya, 28 de diciembre de 1978) es un actor español de cine, teatro y televisión.
Ha trabajado en más de cien producciones audiovisuales, entre ellas Ane, Los aitas, Cuéntame cómo pasó, Intimidad (Netflix) o El silencio (Netflix). También en más de un centenar de producciones teatrales por toda España.
Ha sido nominado hasta en tres ocasiones al Premio al Mejor Actor Vasco en los Premios de la Unión de Actores y Actrices Vascos, la última vez en 2022 por la película Ane. En 2001 ganó el Premio a Mejor Actor de Televisión en los Premios de la Unión de Actores y Actrices Vascos y fue nominado en la misma categoría en 2022 por la serie Intimidad.

## Biografía
Nació en Ermua en 1978. Estudió en el Centro de Estudios Musicales y Artes Escénicas Juan de Antxieta (Bilbao) donde se diplomó en arte dramático, siendo alumno de Ramón Barea, Felipe Loza o Itziar Lazkano.
A los dieciséis años consiguió sus primeros papeles en proyectos teatrales y audiovisuales. A los dieciocho años se unió a la compañía teatral de Ramón Barea. Desde entonces ha trabajado en más de cien producciones audiovisuales y también en más de un centenar de producciones teatrales.
Ha sido nominado hasta en tres ocasiones al Premio a Mejor Actor Vasco en los Premios Unión de Actores y Actrices Vascos (Premios Besarkada), la última vez en 2022 por la película Ane. En el año 2001 ganó el Premio a Mejor Actor de Televisión en los Premios Unión de Actores y Actrices Vascos (Premios Besarkada) y fue nominado en la misma categoría en 2022 por la serie Intimidad de Netflix.
En el año 2015, fue parte del elenco en la producción teatral La gaviota, producción original del Teatro Arriaga, dirigida por el argentino Gustavo Tambascio, junto con Gurutze Beitia, Lander Otaola y Ylenia Baglietto. También en ese año coprotagonizó la película Txarriboda.
En el año 2016 participó en la película El guardián invisible (basada en la novela de Dolores Redondo), junto a Marta Etura. Un año después, en 2017, coprotagonizó la película La Higuera de los Bastardos, dirigida por Ana Murugarren.

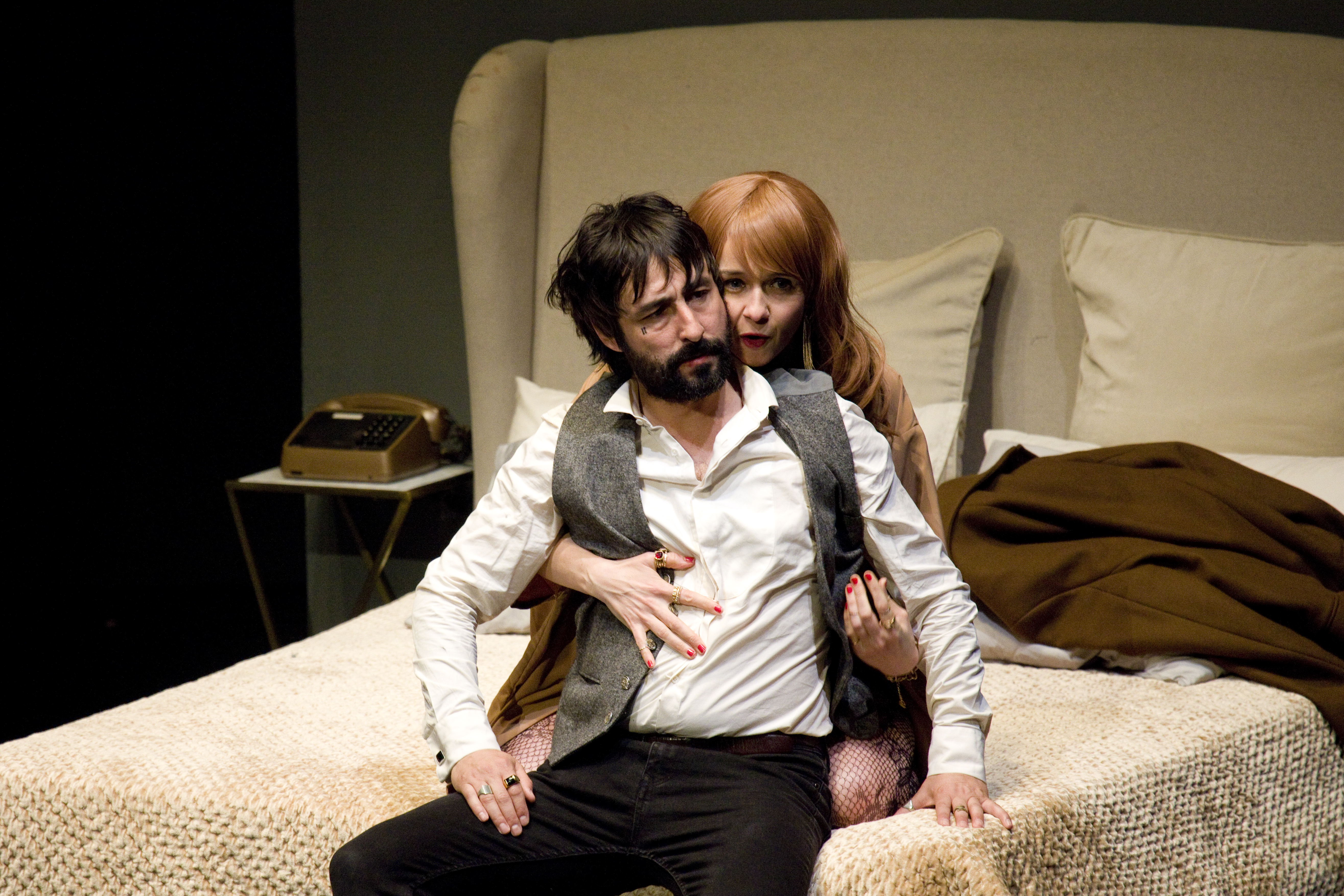
Mikel Losada y Miren Gaztañaga en la obra Macbeth en el Teatro Arriaga en 2019

En el año 2020 coprotagonizó la película Ane junto con Patricia López Arnaiz. La película recibió cinco nominaciones en los Premios Goya, entre ellos el Premio a Mejor Película, y se llevó tres Goyas.
En el año 2021 fue parte de la producción teatral del Teatro Arriaga El viaje a ninguna parte, dirigida por Ramón Barea. Debido a su interpretación en esa producción teatral, Losada recibió el Premio Urregin en la categoría de Mejor Actor.
En el 2021 coprotagonizó la película García y García, dirigida por Ana Murugarren, junto a José Mota, Pepe Viyuela y Jordi Sánchez. En 2023 participó en su secuela García y García 2, dirigida también por Ana Murugarren.
Es uno de los socios fundadores del proyecto Pabellón Nº 6.
En 2025 Losada coprotagonizó la película Los aitas, dirigida por Borja Cobeaga, junto a Quim Gutiérrez, Juan Diego Botto, Iñaki Ardanaz, Ramón Barea y Sofía Otero.
En el año 2025 representó la obra El zoo de cristal de Tennessee Williams, dirigida por Natalia Menéndez, una producción del Teatro Arriaga.

## Vida privada
Actualmente vive en Bilbao. Mantiene una relación con la actriz Olatz Ganboa. En el año 2016 ella y Losada representaron Los amantes del Casco Viejo. También grabaron juntos la serie Etxekoak, en ETB1, en pleno confinamiento por la pandemia del COVID en 2020. Tiene un border collie llamado Kea.
Tiene una gran relación de amistad con la cineasta Ana Murugarren y según ella misma ha explicado Losada aparece en todas sus películas. También tiene una relación de amistad muy cercana con el actor Ramón Barea a quien Losada considera su amigo y mentor.

## Filmografía
Entre algunos de sus trabajos están:

### Cine
- 2025 Los aitas, dir. Borja Cobeaga
- 2023 García y García 2, dir. Ana Murugarren
- 2021 García y García
- 2020 Ane
- 2019 La pequeña Suiza
- 2017 La higuera de los bastardos
- 2016 Igelak
- 2016 El guardián invisible
- 2015 Txarriboda
- 2013 Tres mentiras
- 2013 Alaba zintzoa
- 2012 Bypass
- 2012 El extraño anfitrión (TV)
- 2012 TESLA. VERSIÓN 04
- 2011 El precio de la libertad
- 2010 Dragoi ehiztaria
- 2009 Sukalde kontuak
- 2008 Go!azen
- 2007 Casual Day
- 2006 Kutsidazu bidea, Ixabel
- 2005 Corrientes circulares
- 2005 Hoja de ruta
- 2004 El coche de pedales
- 2001 Lázaro
- 2000 Los amigos
- 1999 Pecados provinciales
- 1994 La voz de su amo

### Televisión
- 2023, El silencio, Netflix[50]
- 2022, Intimidad, Netflix
- 2022, Tupper Club (invitado de Ana Murugarren)[46]
- 2020, Etxekoak[40]
- 2014, No es País para Sosos (invitado especial)[51][52][51]
- 2011, El precio de la libertad (2 episodios)
- 2010, Ciudad K (14 episodios)
- 2008, Go!azen
- 2001, Cuéntame (27 episodios. Personaje: Mario Beitia)
- 2001, Goenkale

### Teatro
- 2025, El zoo de cristal, dir. Natalia Menéndez
- 2022, Bake Lehorra / La Paz Estéril[53][54]
- 2022, La cazadora de mitos[55]
- 2021, El viaje a ninguna parte[56]
- 2019, Macbeth[57][58][59]
- 2016, Los amantes del casco viejo. Dir. Patxo Tellería
- 2016, Historia casi de mi vida. Dir. Ramón Barea
- 2016, Sueño de una noche de verano. Dir. Pablo Viar
- 2015, La gaviota. dir. Gustavo Tambascio
- 2014, Fausto Ciudadano Ejemplar, Dir. Galder Pérez y Mikel Losada
- 2013, Los enamorados, de Carlo Goldoni, Dir. Marco Carniti
- 2013, Terapias, Dir. Rafael Calatayud[60]
- 2012, El hijo del acordeonista, Dir. Fernando Bernues
- 2012, Esencia patria, Dir. Ramón Barea
- 2011, Sekula Bai, Dir. Lander Otaola. Galder Pérez y Mikel Losada
- 2008, Comida para peces, Dir. Fernando Bernues
- 2005, El hombre de los dados, Ramón Barea
- 2004, La tempestad, Ur Teatro. Dir. Helena Pimenta
- 2003, Deseo, Markeliñe.
- 2002, Chincha Rapiña, Txamuskina Teatro. Dir. Eguski Zubia
- 2001, Notas de cocina, Dir. Felipe Loza
- 2000,' Kaioa Eta Katua, Txamuskina Teatro
- 2000, Txamuskina, Teatro Mohicano. Dir: Ramón Barea
- 1999, Alias, Moliere, Dir. Ramón Barea
- 1999, Todo Lorca, Cinema Ermua. Dir. Juan Carlos Colina
- 1999, Crímenes ejemplares, de Max Aub. Dir: Itziar Lazkano
- 1999, Solos esta noche, de Paloma Pedrero. Dir: Felipe Loza

## Premios

### Premios Max de las Artes Escénicas
| Año  | Categoría                 | Obra(s)                                                           | Resultado | Referencias   |
| ---- | ------------------------- | ----------------------------------------------------------------- | --------- | ------------- |
| 2012 | Mejor Espectáculo Teatral | Sekila bai! (ex aequo Mikel Losada, Lander Otaola y Galder Pérez) | Nominados | [ 61 ] [ 62 ] |

### Premios Unión de Actores y Actrices Vascos
| Año  | Categoría                 | Por       | Resultado | Referencias |
| ---- | ------------------------- | --------- | --------- | ----------- |
| 1999 | Mejor actor vasco         | ¿?        | Nominado  | [ 5 ]       |
| 2000 | Mejor actor vasco         | ¿?        | Nominado  | [ 5 ]       |
| 2001 | Mejor actor de televisión | ¿?        | Ganador   |             |
| 2022 | Mejor actor vasco         | Ane       | Nominado  | [ 4 ]       |
| 2022 | Mejor actor de televisión | Intimidad | Nominado  | [ 6 ]       |

### Premios Urregin
| Año  | Categoría   | Por                      | Resultado | Referencias   |
| ---- | ----------- | ------------------------ | --------- | ------------- |
| 2021 | Mejor actor | El viaje a ninguna parte | Ganador   | [ 25 ] [ 26 ] |